# Odon de Sully
Pour les articles homonymes, voir Eudes.
Odon de Sully (parfois également appelé Eudes de Sully) est un évêque de Paris du début du XIIIe siècle. Il est né en 1166. On sait seulement qu'il fut évêque de Paris de 1197 à sa mort le 13 juillet 1208[réf. incomplète]. Il est le fils d'Eudes (ou d'Archambaud) de Sully, le petit-fils de Guillaume de Blois, seigneur de Sully, et l'arrière-petit-fils d'Étienne II de Blois.

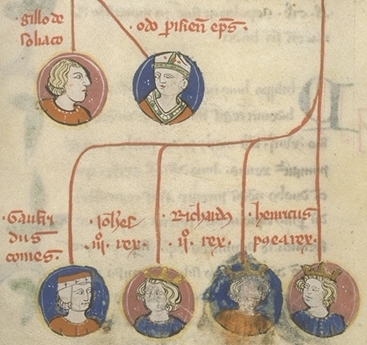
Détail du MS450, arbre généalogique des descendants de Guillaume le Conquérant avec Odon (en haut à droite).

Il a pris part au conflit avec le roi de France, Philippe Auguste, lorsque celui-ci répudia sa femme. Il a continué la construction de la cathédrale Notre-Dame de Paris. Il est considéré comme ayant été le premier à mettre en avant l’élévation de l’hostie pendant la messe. Il interdit, en 1175, la communion des enfants.
En tant qu’évêque, il a réglementé certaines célébrations dans sa cathédrale, comme celle de Noël ou la fête des Fous. Il a aussi essayé d’éradiquer les jeux d’échecs. Il est connu pour avoir promu la polyphonie dans la musique sacrée, principalement la musique de Pérotin. Il a également été l'un des fondateurs de l’abbaye de Port-Royal des Champs.
Henry de Sully (?-1199), archevêque de Bourges, était son frère. En revanche, son prédécesseur, Maurice de Sully, n’avait pas de lien de parenté avec lui.
À la mort de son frère, le 11 septembre 1199, c'est Odon qui désignera Guillaume de Bourges pour lui succéder.

### Articles liés
- Archidiocèse de Paris
- Liste des évêques et archevêques de Paris